# Wilhelm Knevels
Wilhelm Knevels (* 3. Juli 1897 in Mannheim; † 24. Dezember 1978 in Berlin) war ein deutscher Theologe und Hochschullehrer.

## Leben
Knevels studierte Evangelische Theologie und wurde mit seiner Arbeit Simmels Religionstheorie: Ein Beitrag zum religiösen Problem der Gegenwart 1919 in Heidelberg zum Doktor der Theologie promoviert. Im Jahre 1938 wurde ihm der Lehrstuhl für Praktische Theologie in Rostock zugesprochen. Er erklärte im Jahre 1939 seine Mitarbeit am Institut zur Erforschung und Beseitigung des jüdischen Einflusses auf das deutsche kirchliche Leben. Ab 1942 lehrte er Theologie in Breslau. Von 1930 an war Knevels Herausgeber und Autor der Zeitschrift „Christentum und Leben“, bis zum Jahre 1943, als die Zeitschrift aufgrund der sich verschärfenden Kriegslage und des Papiermangels mit anderen Zeitschriften, darunter dem „Deutschen Pfarrerblatt“, vereinigt wurde zur Zeitschrift „Pfarramt und Theologie“.
Im Jahre 1950 erhielt er einen Lehrauftrag an der Martin-Luther-Universität Halle-Wittenberg. Nach seiner Emeritierung lebte er in West-Berlin und wirkte dort weiter an der Freien Universität Berlin.

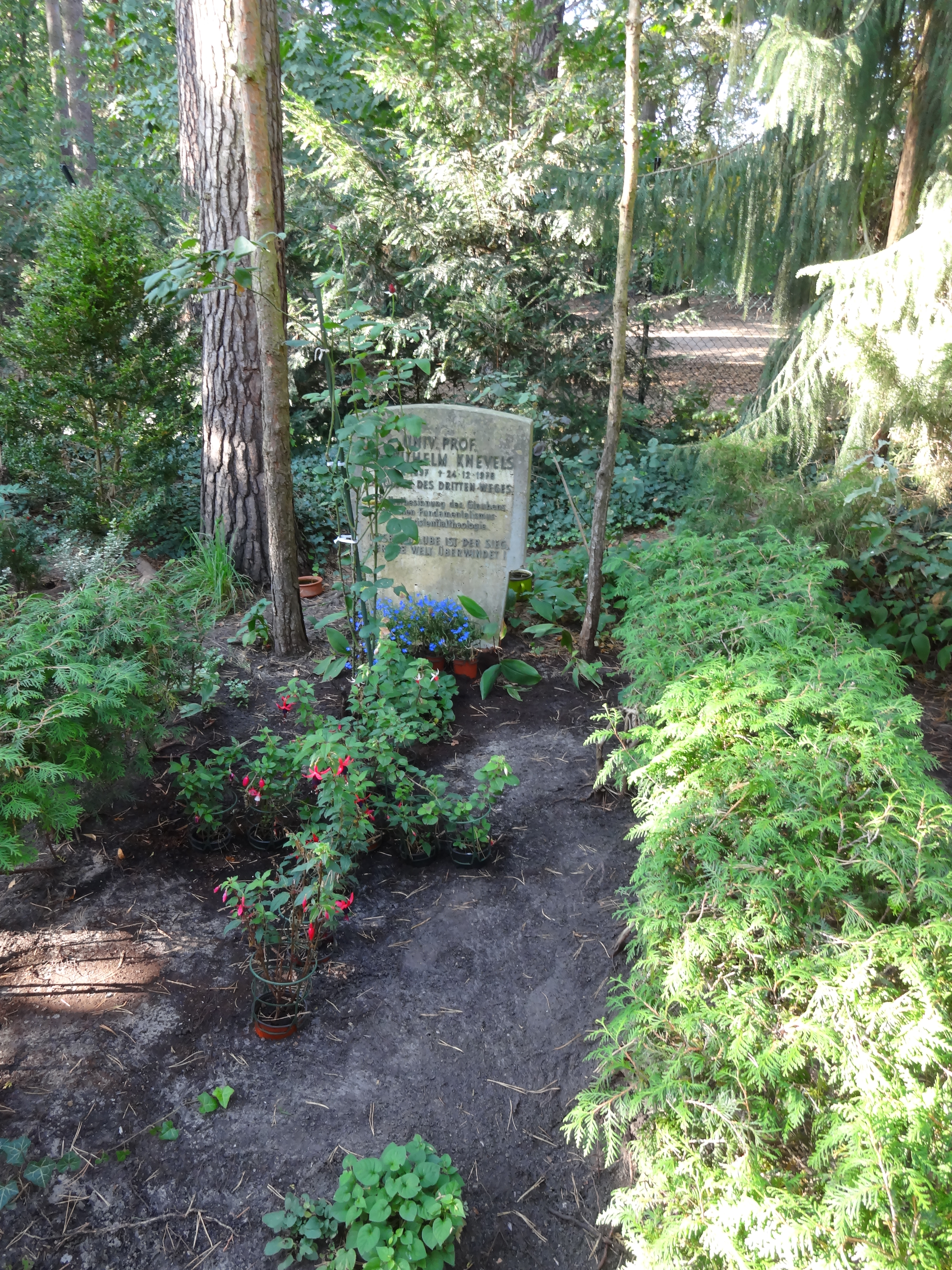
Grabstätte

Er ist auf dem Waldfriedhof Dahlem bestattet. Auf dem Grabstein steht unter den Lebensdaten: „Theologe des dritten Weges / = Selbstbesinnung des Glaubens / zwischen Fundamentalismus / und Existenzialtheologie / Unser Glaube ist der Sieg / der die Welt überwindet“.

## Eigene Werke
- Simmels Religionstheorie: Ein Beitrag zum religiösen Problem der Gegenwart. Hinrichs, Leipzig 1920.
- Das Religiöse in der neuesten lyrischen Dichtung (Aus der Welt der Religion. Prakt.-theolog. Reihe, J. 5)., Alfred Töpelmann, Gießen, 1927
- Das moderne Drama: Gesicht unserer Zeit, Darstellung, Deutung, Wertung, H. Wollermann, Braunschweig 1930
- Deutsches Wesen und Christlicher Glaube, H.L. Brönner’s Druckerei, Frankfurt/Main 1933
- Funken aus Gottes Brand: Lyrik der Gegenwart. Salzers Volksbücher, Salzer, Heilbronn 1935
- Entwurf zur Ordnung des sonntäglichen Hauptgottesdienstes, 1938
- Die Offenbarung des Johannes in ihrer Bedeutung für die Gegenwart, Ludwig Ungelenk, Dresden 1940
- Krankheit und Dämonie: Leib u. Seele in neuer Sicht, Schriftenmissions-Verlag, Gladbeck 1958
- Schicksal 1945–1947 in Schlesien erlebt, gedeutet und bewältigt. Eigenverlag 1958
- Die Wirklichkeit Gottes, - Ein Weg zur Überwindung der Orthodoxie und des Existentialismus Calwer Verlag, Stuttgart 1964
- Die Wirklichkeit Gottes. Eine Besinnung auf die Grundlagen christlichen Glaubens, Furche, Hamburg, 1966
- Gottesglaube in der säkularen Welt, (Calwer Hefte zur Förderung biblischen Glaubens und christlichen Lebens, 93) Calwer Verlag, Stuttgart 1969
- Das unheilige Leid: die Überwindung der „christlichen“ Fehlhaltung gegenüber dem Leid, Reich, Hamburg 1973
- Glücklich seid ihr: Andachten. Agentur des Rauhen Hauses, Hamburg 1979
- Der Kreuzestod Jesu und die Botschaft von der Auferstehung, Agentur des Rauhen Hauses, Hamburg 1980
- Vom Expressionismus zum Existentialismus, Agentur des Rauhen Hauses, Hamburg 1982

## Als Herausgeber
- Wilhelm Knevels (Hg.): Brücken zum Ewigen. Die religiöse Dichtung der Gegenwart. Braunschweig 1927 f.